# Albeștii Pământeni, Argeș
Albeștii Pământeni este satul de reședință al comunei Albeștii de Argeș din județul Argeș, Muntenia, România.